# Rhombodera rennellana
Rhombodera rennellana es una especie de mantis de la familia Mantidae.

## Distribución geográfica
Se encuentra en las islas Salomón.